# أندرو برودي
أندرو برودي (بالإنجليزية: Andrew Brody)‏ هو لاعب كرة قدم أمريكي، ولد في 3 مايو 1995 في أورلاندو في الولايات المتحدة. لعب مع Orlando City U-23 ‏.